# Amphicnaeia lineata
Amphicnaeia lineata là một loài bọ cánh cứng trong họ Cerambycidae.